# Dolní Zálezly
Dolní Zálezly är en ort i Tjeckien.   Den ligger i regionen Ústí nad Labem, i den nordvästra delen av landet, 60 km norr om huvudstaden Prag. Dolní Zálezly ligger 157 meter över havet och antalet invånare är 529.
Terrängen runt Dolní Zálezly är huvudsakligen lite kuperad. Dolní Zálezly ligger nere i en dal. Runt Dolní Zálezly är det ganska tätbefolkat, med 78 invånare per kvadratkilometer. Närmaste större samhälle är Ústí nad Labem, 7,1 km norr om Dolní Zálezly. I omgivningarna runt Dolní Zálezly växer i huvudsak blandskog.